# Manjula Nahasapeemapetilon
Manjula Nahasapeemapetilon (bengalí मंजुला নাহাসাপিমাপেটিলন) es personaje ficticio de la serie de televisión Los Simpson. Es la esposa de Apu Nahasapeemapetilon y madre de octillizos y es natural de la India.
Su voz en la versión original es de Jan Hooks, en el doblaje de España Ana Fernández y en el de Hispanoamérica Irma Carmona en su primera aparición en la novena temporada, durante las temporadas 10 al 14 lo fue Ishtar Sáenz. Su primera aparición fue cuando era niña durante un flashback de Apu en el episodio de la séptima temporada Much Apu About Nothing, en el que Apu le cuenta que siente no poder casarse con ella, antes de tomar un avión hacia Estados Unidos para conseguir el sueño americano y estudiar en la Universidad. Según el episodio Much Apu About Nothing, Apu es mucho mayor que Manjula. Sin embargo comparten la misma edad que Apu a partir del episodio The Two Mrs. Nahasapeemapetilons. También trabaja en el Kwik-E-Mart. Según ella, "Tomates verdes fritos" es su libro, película y comida favoritas. En el episodio The Sweetest Apu de la decimotercera temporada, Apu tiene un affaire con la vendedora de Squishee. Después de que Homer Simpson descubriera esto, él y Marge deciden hacérselo saber a Apu, quien se da cuenta de su error, reconoce su culpabilidad y pide disculpas a Manjula. Manjula, como sea, echa a Apu de la casa. Con la ayuda de la familia Simpson decide dar una nueva oportunidad a Apu después de que éste cumpla con una lista de reglas hechas por ella. Después de eso, la relación fue relativamente buena, salvo por las ocasiones en las que Manjula hace recordar a Apu de su infidelidad.
El guionista Richard Appel había lanzado la idea de que Apu se casara años antes de escribir el episodio The Two Mrs. Nahasapeemapetilons de la novena temporada. Para aquel episodio, tomó varias tentativas de los diseñadores de personajes para modelar a Manjula porque hacer la mirada de las mujeres siguiendo el estilo de dibujo de Matt Groening es difícil para los animadores. El guionista David X. Cohen la llamó Manjula después de llegar a un acuerdo con la mayor parte del personal. Jan Hooks puso voz a Manjula en el programa Saturday Night Live y, en dos ocasiones, su voz ha sido interpretada en la serie por Tress MacNeille y Maggie Roswell.